# حقوق بث كأس العالم 2010
قرر الاتحاد الدولي لكرة القدم بيع حقوق بث مباريات بطولة كأس العالم لكرة القدم 2010 حسب التالي.

## البث التلفزيوني
بالخط العرض كان العرض بنظام الوضوح العالي.
| الدولة | القنوات | المصدر               |
| --- | --- | -------------------- |
| ألبانيا | البث الأرضي: أر تي إس إتش تلفزيون كبلي/تلفزيون فضائي (pay): يورو سبورت ألبانيا (ديجيت-ألب) | [ 1 ]                |
| أندورا | البث الأرضي: تي إف 1, تلفزيون فرنسا | [ 1 ]                |
| الأرجنتين | البث الأرضي: القناة 7, تيليفي تلفزيون كبلي: تي واي سي سبورتس تلفزيون فضائي(الدفع): دايركت تي في | [ 2 ]                |
| أرمينيا | البث الأرضي: تلفزيون أرمينيا العام (56 مباريات) البث الأرضي (يريفان): أرارات تي في (8 مباريات) | [ 3 ]                |
| أستراليا | البث الأرضي: إس بي إس | [ 4 ]                |
| النمسا | البث الأرضي: أو أر إف | [ 1 ] [ 5 ]          |
| أذربيجان | البث الأرضي: ليدر تي في | [ 1 ]                |
| بنغلاديش | البث الأرضي: تلفزيون بنغلاديش تلفزيون فضائي (الدفع): إي إس بي إن ستار سبورت |                      |
| روسيا البيضاء | البث الأرضي: بي تي أر سي | [ 1 ]                |
| بلجيكا | بالهولندية: البث الأرضي: في أر تي | [ 6 ]                |
| بلجيكا | بالفرنسية: البث الأرضي: أر تي بي إف | [ 7 ]                |
| بوليفيا | البث الأرضي: أونيتيل بوليفيا، ريد أونو | [ 1 ]                |
| البوسنة والهرسك | البث الأرضي: تلفزيون البوسنة والهرسك | [ 1 ]                |
| البرازيل | البث الأرضي: قناة غلوبو, ريدي بانتديرانتيس تلفزيون كبلي/تلفزيون فضائي (الدفع): سبورت تي في, باند سلورتس, إي إس بي إن برازيل | [ 8 ] [ 9 ]          |
| بلغاريا | البث الأرضي: تلفزيون بلغاريا الوطني | [ 1 ]                |
| كندا | بالإنجليزية: البث الأرضي: هيئة الإذاعة الكندية تلفزيون كبلي/تلفزيون فضائي (الدفع): بولد (8 مباريات الدور الأول مباشر، إعادة ليلية) | [ 10 ]               |
| كندا | بالفرنسية: البث الأرضي: راديو كندا | [ 1 ]                |
| كندا | بالإسبانية والإيطالية: تلفزيون كبلي/تلفزيون فضائي(الدفع): تيلي لاتينو | [ 1 ]                |
| تشيلي | البث الأرضي: تلفزيون تشيلي الوطني (33 مباراة) تلفزيون فضائي(الدفع): دايركت تي في (جميع المباريات) |                      |
| جمهورية الصين الشعبية | البث الأرضي: تلفزيون الصين المركزي (كل المباريات, 56 مباراة مباشرة على القناة 5, 4 على القناة 1, 4 على القناة 7) قناة الوضوح العالي (كل المباريات في الوضوح العالي, 56 مباراة مباشرة) |                      |
| كولومبيا | البث الأرضي: كاراكول، أر سي إن (40 مباراة) تلفزيون فضائي(الدفع): دايركت تي في (جميع المباريات) |                      |
| كوستاريكا | البث الأرضي: تيليتيكا 7, ريبريتيل | [ 1 ]                |
| كرواتيا | البث الأرضي: إذاعة وتلفزيون كرواتيا | [ 1 ]                |
| قبرص | البث الأرضي: هيئة الإذاعة القبرصية | [ 1 ]                |
| التشيك | البث الأرضي: تلفزيون التشيك | [ 1 ] [ 3 ]          |
| الدنمارك | البث الأرضي: دي أر (10 مباريات), القناة 2 (32 مباراة) تلفزيون كبلي/تلفزيون فضائي(الدفع): القناة 9 (21 مباراة) | [ 2 ] [ 11 ] [ 12 ]  |
| الإكوادور | البث الأرضي: غاما، تي سي تلفزيون فضائي(الدفع): دايركت تي في |                      |
| السلفادور | البث الأرضي: تلفزيون السلفادور | [ 1 ]                |
| إستونيا | البث الأرضي: الإذاعة العامة الإستونية | [ 1 ]                |
| فيجي | البث الأرضي: ماي تي في |                      |
| فنلندا | البث الأرضي: أوليسراديو | [ 1 ]                |
| فرنسا وما وراء البحار | البث الأرضي: تي إف 1 (27 مباراة), تلفزيون فرنسا (37 مباراة) تلفزيون فضائي/تلفزيون كبلي/أي بي تي في(الدفع): كانال بلاس (37 مباراة, 8 حصريا) | [ 1 ] [ 13 ]         |
| جورجيا | البث الأرضي: الإذاعة العامة الجورجية (جميع المباريات) | [ 1 ]                |
| ألمانيا | البث الأرضي: أيه أر دي (28 مباريات), زي دي إف (27 مباراة), تلفزيون آر تي إل (9 مباريات) تلفزيون فضائي(الدفع): سكاي ألمانيا (جميع المباريات) | [ 13 ] [ 14 ]        |
| اليونان | البث الأرضي: هيئة الإذاعة الهيلينية |                      |
| هندوراس | البث الأرضي: تلفزيون هندوراس، فيكا تي في |                      |
| هونغ كونغ | البث الأرضي: تلفزيون آسيا المحدود (1 مباراة - الافتتاح), هيئة التلفزيون المحدودة (3 مباراة- 2 النصف النهائي والنهائي) تلفزيون كبلي (الدفع): تلفزيون هونغ كونغ الكيبلي (جميع المباريات) |                      |
| المجر | البث الأرضي: تلفزيون المجر | [ 1 ]                |
| آيسلندا | البث الأرضي: أر يو في (46 مباراة) تلفزيون كبلي(الدفع): ستود 2 سبورت (18 مباراة) | [ 1 ]                |
| الهند | البث الأرضي: دوردارشان تلفزيون فضائي(الدفع): إي إس بي إن ستار سبورت |                      |
| شبه القارة الهندية قائمة الدول - بنغلاديش - بوتان - جزر المالديف - سريلانكا | البث الأرضي: دول متعددة تلفزيون فضائي(الدفع): إي إس بي إن ستار سبورتس |                      |
| إندونيسيا | البث الأرضي: أر سي تي آي (46 مباراة), تلفزيون العالم (20 مباراة) |                      |
| إيران | البث الأرضي: تلفزيون جمهورية إيران الإسلامية |                      |
| أيرلندا | البث الأرضي: هيئة الإذاعة الإيرلندية | [ 15 ] [ 16 ]        |
| إسرائيل | بالعبرية: البث الأرضي: القناة 1 (48 مباراة), القناة 33 (عندما تلعب مباراتين في نفس الوقت 7 مباريات), القناة 2 (9 مباريات) تلفزيون كبلي/تلفزيون فضائي(الدفع): سبورت 5 (الوضوح العالي في 9 مباريات البث على قناة 2) | [ 1 ]                |
| إسرائيل | بالعربية: البث الأرضي: قناة 33 | [ 1 ]                |
| إيطاليا | البث الأرضي: راي (مباراة واحدة في اليوم) تلفزيون فضائي (الدفع): سكاي إيطاليا (كل المباريات) | [ 1 ] [ 17 ]         |
| اليابان | البث الأرضي: هيئة الإذاعة اليابانية (22 مباراة), تلفزيون اليابان (5 مباريات), تلفزيون فوجي (5 مباريات), طوكيو برودكاستنغ سيستم (5 مباريات), تلفزيون أساهي (4 مباريات), تلفزيون طوكيو (3 مباريات) تلفزيون فضائي(الدفع): سكاي بيرفكت (كل المباريات)                                                                                      |                      |
| كوسوفو | البث الأرضي: إذاعة وتلفزيون كوسوفو | [ 1 ]                |
| لاتفيا | البث الأرضي: تلفزيون لاتفيا | [ 1 ]                |
| ليختنشتاين | البث الأرضي: إذاعة سويسرا العالمية (التلفزيون السويسري) |                      |
| ليتوانيا | البث الأرضي: إذاعة وتلفزيون ليتوانيا الوطني (46 مباراة), إل إن كيه (18 مباراة) |                      |
| لوكسمبورغ | البث الأرضي: أر تي إل | [ 1 ]                |
| ماكاو | البث الأرضي: تلفزيون مكاو |                      |
| مقدونيا | البث الأرضي: إذاعة وتلفزيون مقدونيا |                      |
| ماليزيا | البث الأرضي: راديو وتلفزيون ماليزيا, تلفزيون فضائي (الدفع): أسترو (كل المباريات) |                      |
| جزر المالديف | البث الأرضي: تلفزيون مالديف, تلفزيون كبلي (الدفع): ميديا نت (كل المباريات) | [ 18 ]               |
| مالي | البث الأرضي: راديو وتلفزيون مالي, البث الأرضي (كل المباريات) | [ 19 ]               |
| مالطا | البث الأرضي: خدمات البث العامة (46 مباراة) تلفزيون فضائي (الدفع): ماليتا سبورتس (كل المباريات) | [ 1 ]                |
| المكسيك | البث الأرضي: تلفزيون أزتيكا, تيليفيزا تلفزيون كبلي (الدفع): تي في سي ديبورتيس, تيليفيزا ديبورتيس نيتوورك تلفزيون فضائي (الدفع): سكاي أمريكا اللاتينية |                      |
| الشرق الأوسط وشمال أفريقياقائمة الدول - الجزائر - البحرين - جزر القمر - جيبوتي - مصر - العراق - الأردن - الكويت - لبنان - سلطنة عمان - Palestinian Authority - ليبيا - موريتانيا - المغرب - قطر - K.S.A. - الصومال - السودان - سوريا - تونس - U.A.E. - اليمن | تلفزيون كبلي (الدفع): الجزيرة الرياضية | [ 1 ] [ 20 ]         |
| مولدوفا | البث الأرضي: تلفزيون مولدوفا | [ 1 ]                |
| موناكو | البث الأرضي: تي إف 1, تلفزيون فرنسا | [ 1 ]                |
| الجبل الأسود | البث الأرضي: أر تي سي جي | [ 1 ]                |
| هولندا | البث الأرضي: مؤسسة الاذاعة الهولندية | [ 21 ]               |
| نيبال | البث الأرضي: إن تي في تلفزيون فضائي(الدفع): إي إس بي إن ستار سبورتس | [ 1 ]                |
| نيوزيلندا | البث الأرضي: تلفزيون نيوزيلندا (22 مباراة) تلفزيون فضائي(الدفع): شبكة تلفزيون سكاي (كل المباريات) | [ 1 ] [ 22 ]         |
| نيكاراغوا | البث الأرضي: تيليفيسينترو | [ 1 ]                |
| كوريا الشمالية | البث الأرضي: تلفزيون كوريا المركزي | [ 7 ] [ 23 ]         |
| النرويج | البث الأرضي (pay): القناة 2 (32 مباراة) تلفزيون فضائي (الدفع): فياسات (32 مباراة؛ حقوق البث تم شرائها من إن أر كيه) | [ 24 ] [ 25 ] [ 26 ] |
| باكستان | البث الأرضي: مؤسسة تلفزيون باكستان تلفزيون كبلي (الدفع): الرياضة 10 (حقوق البث تم شرائها من إي إس بي إن ستار سبورتس) |                      |
| بنما | البث الأرضي: أر بي سي، تي في ماكس (40 مباراة) تلفزيون كبلي(الدفع): كابليوندا سبورتس (24 مباراة) |                      |
| باراغواي | البث الأرضي: تلفزيون سيرو كورا |                      |
| بيرو | البث الأرضي: أيه تي في تلفزيون فضائي (الدفع): دايركت تي في (كل المباريات) | [ 1 ]                |
| الفلبين | البث الأرضي: إيه بي إس-سي بي إن، ستوديو 23 تلفزيون كبلي(الدفع): بولز |                      |
| بولندا | البث الأرضي: تلفزيون بولندا | [ 27 ]               |
| البرتغال | البث الأرضي: راديو وتلفزيون البرتغال (28 مباراة), إس آي سي (18 مباراة) تلفزيون كبلي/تلفزيون فضائي/أي بي تي في(الدفع): سبورت تي في (كل المباريات؛ 18 مباراة حصريا) | [ 28 ] [ 29 ]        |
| رومانيا | البث الأرضي: تلفزيون رومانيا | [ 1 ]                |
| روسيا | البث الأرضي: القناة الأولى (26 مباراة), شركة بث إذاعة وتلفزيون كل روسيا الحكومية (38 مباراة) |                      |
| سان مارينو | البث الأرضي: راي |                      |
| السنغال | البث الأرضي: راديو وتلفزيون السنغال, البث الأرضي (كل المباريات) | [ 30 ]               |
| صربيا | البث الأرضي: راديو وتلفزيون صربيا | [ 1 ]                |
| سنغافورة | البث الأرضي: ميديا كورب (4 مباريات) تلفزيون كبلي(الدفع): تلفزيون ستار هاب (كل المباريات) أي بي تي في (الدفع): تلفزيون ميو (كل المباريات) | [ 31 ]               |
| سلوفاكيا | البث الأرضي: تلفزيون سلوفاكيا | [ 1 ]                |
| سلوفينيا | البث الأرضي: راديو وتلفزيون سلوفينيا | [ 1 ]                |
| جنوب أفريقيا | البث الأرضي: شركة بث جنوب أفريقيا تلفزيون فضائي (الدفع): سوبرسبورت |                      |
| كوريا الجنوبية | البث الأرضي: نظام بث سيئول تلفزيون كبلي/تلفزيون فضائي (الدفع): إس بي إس سبورت تشانل | [ 1 ] [ 23 ]         |
| إسبانيا | البث الأرضي: تيليسينكو (8 مباريات), القناة 4 (16 مباراة) تلفزيون فضائي (الدفع): كانال بلاس (كل المباريات) | [ 25 ] [ 32 ]        |
| سريلانكا | البث الأرضي: مؤسسة روبافاهي سريلانكا تلفزيون فضائي (الدفع): إيه إس بي إن ستار سبورتس | [ 1 ]                |
| دول جنوب الصحراء الكبرى · قائمة الدول - البث الأرضي للتلفزيونات ما بين القوسين - أنغولا (تلفزيون أنغولا العام) - بنين (راديو وتلفزيون بنين) - بوتسوانا (بي أر تي إس) - بوركينا فاسو (تي إن بي) - بوروندي (راديو وتلفزيون بوروندي الوطني) - الكاميرون (سي أر تي في) - الرأس الأخضر (أر تي في سي في) - جمهورية أفريقيا الوسطى (أر تي في) - تشاد (أر تي إن تي) - جمهورية الكونغو (تي إن سي) - ساحل العاج (راديو وتلفزيون ساحل العاج) - DR Congo (أر تي إن سي) - غينيا الاستوائية (أر دي إي جي) - إريتريا (إي بي سي) - إثيوبيا (إي تي إس) - الغابون (أر تي جي) - غامبيا (جي أر تي إس) - غانا (تلفزيون غانا) - غينيا بيساو (راديو وتلفزيون غينيا بيساو) - Guinea-Conakry (راديو وتلفزيون غينيا) - كينيا (هيئة إذاعة كينيا) - ليسوتو (إل بي سي) - ليبيريا (إل بي إس) - مدغشقر (أر تي إن إم) - مالاوي (هيئة إذاعة مالاوي) - مالي (راديو وتلفزيون مالي) - موريشيوس (هيئة إذاعة موريتانيا) - موزمبيق (تلفزيون موزمبيق) - ناميبيا (هيئة إذاعة ناميبيا) - النيجر (تيلي ساحل) - نيجيريا (هيئة التلفزيون النيجيري) - رواندا (تلفزيون رواندا) - السنغال (راديو وتلفزيون السنغال) - سيشل (هيئة إذاعة سيشيل) - سيراليون (خدمات إذاعة سيراليون) - سوازيلاند (تلفزيون سوازيلاند) - تنزانيا (هيئة إذاعة تنزانيا) - توغو (تلفزيون توغو) - أوغندا (هيئة إذاعة أوغندا) - زامبيا (هيئة إذاعة زامبيا الوطنية) - زنجبار (تلفزيون زنجبار) - زيمبابوي (هيئة إذاعة زيمبابوي) | البث الأرضي: انظر قائمة الدول تلفزيون فضائي (الدفع): سوبرسبورت | [ 1 ] [ 33 ]         |
| السويد | البث الأرضي: التلفزيون السويدي (32 مباراة), القناة 4 (32 مباراة) | [ 34 ]               |
| سويسرا | البث الأرضي: إذاعة سويسرا العالمية | [ 1 ]                |
| سوريا | البث الأرضي: التلفزيون السوري (22 مباراة) |                      |
| تايوان | تلفزيون كبلي(الدفع): تلفزيون إيرا أي بي تي في (الدفع): تلفزيون إيلتا |                      |
| تايلاند | البث الأرضي: القناة 3, القناة 7, مكوت 9, خدمات البث الإذاعي في تايلاند (كل المباريات) تلفزيون فضائي (الدفع): تروفيجن |                      |
| تركيا | البث الأرضي: مؤسسة الإذاعة والتلفزيون التركية |                      |
| أوكرانيا | البث الأرضي: تلفزيون أوكرانيا 1, أي سي تي في | [ 34 ]               |
| المملكة المتحدة · ( إنجلترا, اسكتلندا, N. Ireland, ويلز) | البث الأرضي: - بي بي سي (31 مباراة + تغطية المباراة النهائية بالاشتراك مع آي تي في) - التلفزيون المستقل ( (جنوب) التلفزيون المستقل 1, (الشمال والوسط) إس تي في, يو تي في)(32 مباراة +تغطية المباراة النهائية بالتشارك مع هيئة الإذاعة البريطانية) تلفزيون كبلي/تلفزيون فضائي(الدفع): يوروسبورت، إي إس بي إن المملكة المتحدة (الملخصات) |                      |
| الولايات المتحدة ومقاطعاتها - ساموا الأمريكية - غوام - جزر ماريانا الشمالية - بورتوريكو - جزر العذراء الأمريكية | بالإنجليزية: البث الأرضي: هيئة الإذاعة الأمريكية (10 مباريات) تلفزيون كبلي/تلفزيون فضائي(الدفع): إي إس بي إن (54 مباريات) |                      |
| الولايات المتحدة ومقاطعاتها - ساموا الأمريكية - غوام - جزر ماريانا الشمالية - بورتوريكو - جزر العذراء الأمريكية | بالإسبانية: البث الأرضي: أونيفيجن (56 مباراة), تيليفيوتشورا (8 مباريات) تلفزيون كبلي/تلفزيون فضائي(الدفع): غالافيجن (الملخصات) |                      |
| الولايات المتحدة ومقاطعاتها - ساموا الأمريكية - غوام - جزر ماريانا الشمالية - بورتوريكو - جزر العذراء الأمريكية | بالبرتغالية: تلفزيون كبلي/تلفزيون فضائي(الدفع): إي إس بي إن (40 مباراة) |                      |
| أوزبكستان | البث الأرضي: شركة إذاعة وتلفزيون أوزبكستان الوطنية |                      |
| فيتنام | البث الأرضي: تلفزيون فيتنام | [ 1 ] [ 35 ]         |
| الفاتيكان | البث الأرضي: راي | [ 1 ]                |
| فنزويلا | البث الأرضي: تلفزيون ميريديانو، فينيفيجن تلفزيون فضائي (الدفع): دايركت تي في (كل المباريات) | [ 1 ]                |

## الراديو
| الدولة                                                   | المحطة                                                          | المصدر |
| -------------------------------------------------------- | --------------------------------------------------------------- | ------ |
| ألبانيا                                                  | أر تي إس إتش                                                    |        |
| الأرجنتين                                                | راديو إل أر أيه الوطني راديو لاريد                              | [ 36 ] |
| أستراليا                                                 | خدمة الاذاعة الخاصة                                             |        |
| البوسنة والهرسك                                          | راديو وتلفزيون البوسنة والهرسك                                  | [ 37 ] |
| البرازيل                                                 | راديو بانديرانتيس                                               |        |
| كرواتيا                                                  | إذاعة وتلفزيون كرواتيا                                          |        |
| الدنمارك                                                 | دي أر                                                           |        |
| فرنسا                                                    | بالفرنسية: إذاعة مونت كارلو الدولية                             |        |
| فرنسا                                                    | بالبرتغالية: راديو ألفا                                         |        |
| ألمانيا                                                  | أيه أر دي (20 مباراة)                                           | [ 38 ] |
| الهند                                                    | راديو كل الهند (مباريات الأرجنتين، إنجلترا، ألمانيا، والبرازيل) | [ 39 ] |
| أيرلندا                                                  | راديو وتلفزيون إيرلندا                                          |        |
| إسرائيل                                                  | صوت إسرائيل (48 مباراة)                                         |        |
| إيطاليا                                                  | راي، أر تي إل 102.5                                             |        |
| المكسيك                                                  | راديو تيليفيزا                                                  |        |
| بنما                                                     | أر بي سي                                                        |        |
| البرتغال                                                 | راديو وتلفزيون البرتغال                                         |        |
| سلوفينيا                                                 | راديو سلوفينيا                                                  |        |
| إسبانيا                                                  | كادينا سير                                                      |        |
| السويد                                                   | راديو السويد                                                    |        |
| المملكة المتحدة · ( إنجلترا, اسكتلندا, N. Ireland, ويلز) | بي بي سي، توك سبورت                                             |        |
| الولايات المتحدة                                         | بالإنجليزية: راديو إي إس بي إن                                  | [ 34 ] |
| الولايات المتحدة                                         | بالإسبانية: فوتبول بريميرا                                      |        |

## الإنترنت
| الدولة                                                     | المحطة                                                                | الوصلة                                                                             |
| ---------------------------------------------------------- | --------------------------------------------------------------------- | ---------------------------------------------------------------------------------- |
| الأرجنتين                                                  | القناة 7                                                              |                                                                                    |
| أستراليا                                                   | خدمة الاذاعة الخاصة                                                   | http://theworldgame.sbs.com.au/flash/                                              |
| بلجيكا                                                     | سبورزا                                                                |                                                                                    |
| البرازيل                                                   | قناة غلوبو                                                            |                                                                                    |
| بلغاريا                                                    | تلفزيون بلغاريا الوطني                                                | http://svetovno.bnt.bg/ نسخة محفوظة 13 يونيو 2010 على موقع واي باك مشين.           |
| كندا                                                       | هيئة الإذاعة الكندية، روجرز للاتصالات                                 |                                                                                    |
| الدنمارك                                                   | القناة 2                                                              |                                                                                    |
| المجر                                                      | إنديكس دوت هو                                                         |                                                                                    |
| أيرلندا                                                    | راديو وتلفزيون إيرلندا                                                |                                                                                    |
| إسرائيل                                                    | هيئة الإذاعة الإسرائيلية (48 مباراة), ريشيت (9 مباريات)               |                                                                                    |
| المكسيك وأمريكا اللاتينية · (باستثناء البرازيل والأرجنتين) | تيليفيزا                                                              |                                                                                    |
| بولندا                                                     | تلفزيون بولندا                                                        | http://sport.tvp.pl                                                                |
| البرتغال                                                   | راديو وتلفزيون البرتغال                                               | http://www.rtp.pt                                                                  |
| رومانيا                                                    | تلفزيون رومانيا                                                       |                                                                                    |
| صربيا                                                      | راديو وتلفزيون صربيا                                                  | http://rts.rs                                                                      |
| سلوفينيا                                                   | راديو وتلفزيون سلوفينيا                                               | http://tvslo.si                                                                    |
| السويد                                                     | تلفزيون السويد                                                        | http://svtplay.se                                                                  |
| المملكة المتحدة · ( إنجلترا, اسكتلندا, N. Ireland, ويلز)   | بي بي سي، التلفزيون المستقل                                           | http://www.bbc.co.uk/worldcup, http://www.itv.com/fifaworldcup                     |
| الولايات المتحدة                                           | بالإنجليزية، بالعربية، بالألمانية، بالكورية وبالبرتغالية: إي إس بي إن | http://www.espn3.com                                                               |
| الولايات المتحدة                                           | بالإسبانية: أونيفيجن                                                  | http://www.univisionfutbol.com نسخة محفوظة 27 أبريل 2011 at wayback.archive-it.org |

## الهاتف المحمول
| الدولة           | المحطة                                                                | المصدر |
| ---------------- | --------------------------------------------------------------------- | ------ |
| الأرجنتين        | القناة 7                                                              |        |
| أستراليا         | خدمة الاذاعة الخاصة/ أوبتوس                                           | [ 44 ] |
| البرازيل         | قناة غلوبو، ريدي بانديرانتيس                                          | [ 45 ] |
| كندا             | هيئة الاذاعة الكندية، روجرز للاتصالات                                 |        |
| إسرائيل          | سبورت 5                                                               |        |
| ماليزيا          | ماكسيس للاتصالات                                                      |        |
| البرتغال         | راديو وتلفزيون البرتغال، فودافون البرتغال، الوطنية للاتصالات المتنقلة |        |
| سلوفينيا         | راديو وتلفزيون سلوفينيا، موبيتيل                                      |        |
| الولايات المتحدة | إي إس بي إن                                                           |        |
| المملكة المتحدة  | بي بي سي                                                              | [ 46 ] |